# TMCO1
TMCO1‏ (Transmembrane and coiled-coil domains 1) هوَ بروتين يُشَفر بواسطة جين TMCO1 في الإنسان.